# 24h Le Mans 1977

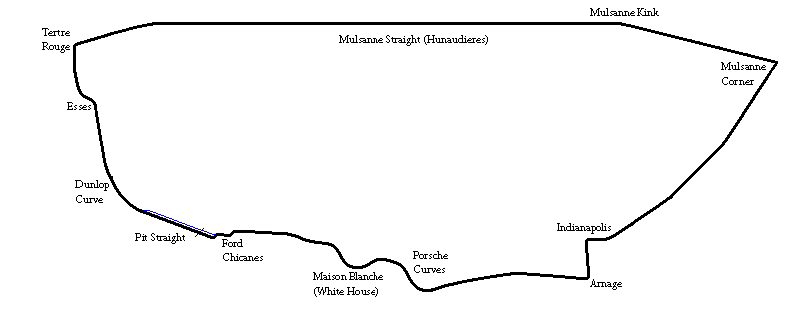
Tor Circuit de la Sarthe

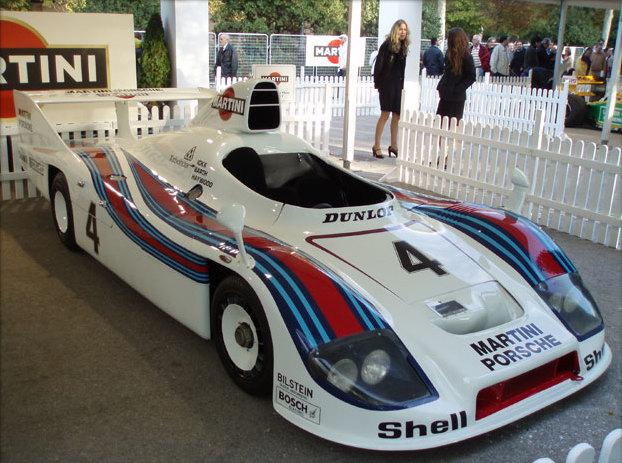
Porsche 936/77-001 – zwycięzca wyścigu

24h Le Mans 1977 – 24–godzinny wyścig rozegrany na torze Circuit de la Sarthe w dniach 11–12 czerwca 1977 roku.

## Wyniki
Źródło: experiencelemans.com
| Poz. | Klasa  | Nr | Zespół                                      | Kierowcy                                                      | Nadwozie                           | Okr. |
| Poz. | Klasa  | Nr | Zespół                                      | Kierowcy                                                      | Silnik                             | Okr. |
| ---- | ------ | -- | ------------------------------------------- | ------------------------------------------------------------- | ---------------------------------- | ---- |
| 1    | S +2.0 | 4  | Martini Racing Porsche System               | Jürgen Barth Hurley Haywood Jacky Ickx                        | Porsche 936/77                     | 342  |
| 1    | S +2.0 | 4  | Martini Racing Porsche System               | Jürgen Barth Hurley Haywood Jacky Ickx                        | Porsche Type-935 2.1L Turbo Flat-6 | 342  |
| 2    | S +2.0 | 10 | Grand Touring Cars Inc. Mirage Renault      | Vern Schuppan Jean-Pierre Jarier                              | Mirage GR8                         | 331  |
| 2    | S +2.0 | 10 | Grand Touring Cars Inc. Mirage Renault      | Vern Schuppan Jean-Pierre Jarier                              | Renault 2.0L Turbo V6              | 331  |
| 3    | Gr. 5  | 40 | JMS Racing / ASA Cachia                     | Claude Ballot-Léna Peter Gregg                                | Porsche 935                        | 315  |
| 3    | Gr. 5  | 40 | JMS Racing / ASA Cachia                     | Claude Ballot-Léna Peter Gregg                                | Porsche Type-935 2.9L Turbo Flat-6 | 315  |
| 4    | GTP    | 88 | Inaltera                                    | Jean Ragnotti Jean Rondeau                                    | Inaltera LM77                      | 315  |
| 4    | GTP    | 88 | Inaltera                                    | Jean Ragnotti Jean Rondeau                                    | Ford Cosworth DFV 3.0L V8          | 315  |
| 5    | S +2.0 | 5  | Alain de Cadenet                            | Alain de Cadenet Chris Craft                                  | De Cadenet-Lola LM                 | 315  |
| 5    | S +2.0 | 5  | Alain de Cadenet                            | Alain de Cadenet Chris Craft                                  | Ford Cosworth DFV 3.0L V8          | 315  |
| 6    | S 2.0  | 20 | Racing Organisation Course                  | Michel Pignard Albert Dufréne Jacques Henry                   | Chevron B36                        | 303  |
| 6    | S 2.0  | 20 | Racing Organisation Course                  | Michel Pignard Albert Dufréne Jacques Henry                   | ROC-Chrysler 2.0L I4               | 303  |
| 7    | GT     | 58 | Porsche Kremer Racing                       | Bob Wollek „Steve” Philippe Gurdjian                          | Porsche 934                        | 298  |
| 7    | GT     | 58 | Porsche Kremer Racing                       | Bob Wollek „Steve” Philippe Gurdjian                          | Porsche 3.0L Turbo Flat-6          | 298  |
| 8    | IMSA   | 71 | Luigi Racing                                | Jean Xhenceval Pierre Dieudonné Spartaco Dini                 | BMW 3.0 CSL                        | 291  |
| 8    | IMSA   | 71 | Luigi Racing                                | Jean Xhenceval Pierre Dieudonné Spartaco Dini                 | BMW M30 3.2L I6                    | 291  |
| 9    | IMSA   | 50 | Hervé Poulain                               | Hervé Poulain Marcel Mignot                                   | BMW 320i                           | 287  |
| 9    | IMSA   | 50 | Hervé Poulain                               | Hervé Poulain Marcel Mignot                                   | BMW M12 2.0L I4                    | 287  |
| 10   | IMSA   | 61 | Christian Gouttepifre                       | Christian Gouttepifre Philippe Malbran Alain Leroux           | Porsche 911 Carrera RS             | 281  |
| 10   | IMSA   | 61 | Christian Gouttepifre                       | Christian Gouttepifre Philippe Malbran Alain Leroux           | Porsche 3.0L Flat-6                | 281  |
| 11   | S +2.0 | 2  | Inaltera                                    | Lella Lombardi Christine Beckers                              | Inaltera LM77                      | 279  |
| 11   | S +2.0 | 2  | Inaltera                                    | Lella Lombardi Christine Beckers                              | Ford Cosworth DFV 3.0L V8          | 279  |
| 12   | IMSA   | 70 | JMS Racing / ASA Cachia                     | Simon De Lautour Jean-Pierre Delaunay Jacques Guérin          | Porsche 911 Carrera RSR            | 275  |
| 12   | IMSA   | 70 | JMS Racing / ASA Cachia                     | Simon De Lautour Jean-Pierre Delaunay Jacques Guérin          | Porsche 3.0L Flat-6                | 275  |
| 13   | S +2.0 | 1  | Inaltera                                    | Jean-Pierre Beltoise Al Holbert                               | Inaltera LM77                      | 275  |
| 13   | S +2.0 | 1  | Inaltera                                    | Jean-Pierre Beltoise Al Holbert                               | Ford Cosworth DFV 3.0L V8          | 275  |
| 14   | IMSA   | 79 | Ravenel Frères                              | Jean-Louis Ravenel Jean Ravenel Jean-Marie Détrin             | Porsche 911 Carrera RS             | 274  |
| 14   | IMSA   | 79 | Ravenel Frères                              | Jean-Louis Ravenel Jean Ravenel Jean-Marie Détrin             | Porsche 3.0L Flat-6                | 274  |
| 15   | GTP    | 86 | WM A.E.R.E.M.                               | Marcel Mamers Jean-Daniel Raulet Xavier Mathiot               | WM P76                             | 274  |
| 15   | GTP    | 86 | WM A.E.R.E.M.                               | Marcel Mamers Jean-Daniel Raulet Xavier Mathiot               | Peugeot PRV 2.7L V6                | 274  |
| 16   | IMSA   | 75 | North American Racing Team                  | François Migault Lucien Guitteny                              | Ferrari 365 GT4/BB                 | 268  |
| 16   | IMSA   | 75 | North American Racing Team                  | François Migault Lucien Guitteny                              | Ferrari 4.4L Flat-12               | 268  |
| 17   | GTP    | 83 | Robin Hamilton                              | Robin Hamilton David Preece Mike Salmon                       | Aston Martin DBS V8                | 260  |
| 17   | GTP    | 83 | Robin Hamilton                              | Robin Hamilton David Preece Mike Salmon                       | Aston Martin 5.3L V8               | 260  |
| 18   | Gr. 5  | 47 | Anne-Charlotte Verney / BP                  | Anne-Charlotte Verney René Metge Dany Snobeck Hubert Striebig | Porsche 911 Carrera RSR            | 254  |
| 18   | Gr. 5  | 47 | Anne-Charlotte Verney / BP                  | Anne-Charlotte Verney René Metge Dany Snobeck Hubert Striebig | Porsche 3.0L Flat-6                | 254  |
| 19   | GT     | 56 | JMS Racing / ASA Cachia                     | Jean-Louis Bousquet Cyril Grandet Philippe Dagoreau           | Porsche 934                        | 253  |
| 19   | GT     | 56 | JMS Racing / ASA Cachia                     | Jean-Louis Bousquet Cyril Grandet Philippe Dagoreau           | Porsche 3.0L Turbo Flat-6          | 253  |
| 20   | IMSA   | 77 | Wynn's International Kirby-Hitchcock Racing | Dennis Aase Bob Kirby John Hotchkis                           | Porsche 911 Carrera RSR            | 246  |
| 20   | IMSA   | 77 | Wynn's International Kirby-Hitchcock Racing | Dennis Aase Bob Kirby John Hotchkis                           | Porsche 3.0L Flat-6                | 246  |
| NS   | S 2.0  | 31 | Dorset Racing Associates                    | Ian Harrower Martin Birrane Ernst Berg Richard Down           | Lola T294S                         | 212  |
| NS   | S 2.0  | 31 | Dorset Racing Associates                    | Ian Harrower Martin Birrane Ernst Berg Richard Down           | Ford Cosworth BDA 2.0L I4          | 212  |
| NU   | S +2.0 | 8  | Équipe Renault Elf                          | Patrick Depailler Jacques Laffite                             | Renault Alpine A442                | 289  |
| NU   | S +2.0 | 8  | Équipe Renault Elf                          | Patrick Depailler Jacques Laffite                             | Renault 2.0L Turbo V6              | 289  |
| NU   | Gr. 5  | 39 | Gelo Racing Team                            | Toine Hezemans Tim Schenken Hans Heyer                        | Porsche 935                        | 269  |
| NU   | Gr. 5  | 39 | Gelo Racing Team                            | Toine Hezemans Tim Schenken Hans Heyer                        | Porsche Type-935 2.9L Turbo Flat-6 | 269  |
| NU   | S +2.0 | 9  | Équipe Renault Elf                          | Jean-Pierre Jabouille Derek Bell                              | Renault Alpine A442                | 257  |
| NU   | S +2.0 | 9  | Équipe Renault Elf                          | Jean-Pierre Jabouille Derek Bell                              | Renault 2.0L Turbo V6              | 257  |
| NU   | GTX    | 96 | GVEA Porsche Club Romand                    | André Savary Jean-Robert Corthay Antoine Salamin              | Porsche 911 Carrera RS             | 211  |
| NU   | GTX    | 96 | GVEA Porsche Club Romand                    | André Savary Jean-Robert Corthay Antoine Salamin              | Porsche 3.0L Flat-6                | 211  |
| NU   | IMSA   | 78 | Charles Ivey Racing                         | John Rulon-Miller John Cooper Peter Lovett                    | Porsche 911 Carrera RSR            | 198  |
| NU   | IMSA   | 78 | Charles Ivey Racing                         | John Rulon-Miller John Cooper Peter Lovett                    | Porsche 3.0L Flat-6                | 198  |
| NU   | IMSA   | 80 | Bernard Béguin                              | Bernard Béguin René Boubet Jean-Claude Briavoine              | Porsche 911 Carrera RS             | 191  |
| NU   | IMSA   | 80 | Bernard Béguin                              | Bernard Béguin René Boubet Jean-Claude Briavoine              | Porsche 3.0L Flat-6                | 191  |
| NU   | S 2.0  | 25 | Racing Organisation Course                  | Max Cohen-Olivar Alain Flotard Michel Dubois                  | Chevron B36                        | 176  |
| NU   | S 2.0  | 25 | Racing Organisation Course                  | Max Cohen-Olivar Alain Flotard Michel Dubois                  | ROC-Chrysler 2.0L I4               | 176  |
| NU   | S 2.0  | 21 | P.P. Sauber AG / Francy Racing              | Eugen Strähl Peter Bernhard                                   | Sauber C5                          | 161  |
| NU   | S 2.0  | 21 | P.P. Sauber AG / Francy Racing              | Eugen Strähl Peter Bernhard                                   | BMW M12 2.0L I4                    | 161  |
| NU   | GT     | 59 | Schiller Racing Team                        | François Sérvanin Laurent Ferrier Franz Hummel                | Porsche 934                        | 160  |
| NU   | GT     | 59 | Schiller Racing Team                        | François Sérvanin Laurent Ferrier Franz Hummel                | Porsche 3.0L Turbo Flat-6          | 160  |
| NU   | S +2.0 | 7  | Équipe Renault Elf                          | Patrick Tambay Jean-Pierre Jaussaud                           | Renault Alpine A442                | 158  |
| NU   | S +2.0 | 7  | Équipe Renault Elf                          | Patrick Tambay Jean-Pierre Jaussaud                           | Renault 2.0L Turbo V6              | 158  |
| NU   | GTP    | 87 | Bernard Decure                              | Bernard Decure Jean-Luc Thérier „Cochise”                     | Alpine A310                        | 137  |
| NU   | GTP    | 87 | Bernard Decure                              | Bernard Decure Jean-Luc Thérier „Cochise”                     | Renault PRV 2.7L V6                | 137  |
| NU   | GT     | 60 | Schiller Racing Team                        | Claude Haldi Florian Vetsch Angelo Pallavicini                | Porsche 934                        | 122  |
| NU   | GT     | 60 | Schiller Racing Team                        | Claude Haldi Florian Vetsch Angelo Pallavicini                | Porsche 3.0L Turbo Flat-6          | 122  |
| NU   | GT     | 57 | Nicolas Koob                                | Nicolas Koob Willy Braillard Guillermo Ortega                 | Porsche 934                        | 116  |
| NU   | GT     | 57 | Nicolas Koob                                | Nicolas Koob Willy Braillard Guillermo Ortega                 | Porsche 3.0L Turbo Flat-6          | 116  |
| NU   | GT     | 55 | Escuderia Montjuich                         | Juan Fernández Eugenio Baturone Raphael Tarradas              | Porsche 934                        | 115  |
| NU   | GT     | 55 | Escuderia Montjuich                         | Juan Fernández Eugenio Baturone Raphael Tarradas              | Porsche 3.0L Turbo Flat-6          | 115  |
| NU   | S 2.0  | 14 | Daniel Broudy                               | Patrick Perrier Xavier Lapeyre                                | Lola T286                          | 103  |
| NU   | S 2.0  | 14 | Daniel Broudy                               | Patrick Perrier Xavier Lapeyre                                | Ford Cosworth DFV 3.0L V8          | 103  |
| NU   | S 2.0  | 29 | Osella Squadra Corse                        | Alain Cudini Raymond Touroul Anna Cambiaghi                   | Osella PA5                         | 100  |
| NU   | S 2.0  | 29 | Osella Squadra Corse                        | Alain Cudini Raymond Touroul Anna Cambiaghi                   | BMW M12 2.0L I4                    | 100  |
| NU   | GT     | 63 | Joël Laplacette                             | Joël Laplacette Yves Courage „Ségolen”                        | Porsche 911 Carrera                | 99   |
| NU   | GT     | 63 | Joël Laplacette                             | Joël Laplacette Yves Courage „Ségolen”                        | Porsche 3.0L Flat-6                | 99   |
| NU   | S 2.0  | 32 | André Chevalley Charles Graemiger           | André Chevalley François Trisconi Wink Bancroft               | Cheetah G501                       | 93   |
| NU   | S 2.0  | 32 | André Chevalley Charles Graemiger           | André Chevalley François Trisconi Wink Bancroft               | Ford Cosworth BDG 2.0L I4          | 93   |
| NU   | GTP    | 85 | WM A.E.R.E.M.                               | Marc Sourd Jean-Louis Lafosse Xavier Mathiot                  | WM P77                             | 90   |
| NU   | GTP    | 85 | WM A.E.R.E.M.                               | Marc Sourd Jean-Louis Lafosse Xavier Mathiot                  | Peugeot PRV 2.7L Turbo V6          | 90   |
| NU   | Gr. 5  | 48 | Thierry Perrier                             | Thierry Perrier Jean Belliard                                 | Porsche 911 Carrera                | 90   |
| NU   | Gr. 5  | 48 | Thierry Perrier                             | Thierry Perrier Jean Belliard                                 | Porsche 3.0L Flat-6                | 90   |
| NU   | Gr. 5  | 49 | Hubert Striebig / BP                        | Guy Chasseuil Hubert Striebig Helmut Kirchoffer               | Porsche 934                        | 65   |
| NU   | Gr. 5  | 49 | Hubert Striebig / BP                        | Guy Chasseuil Hubert Striebig Helmut Kirchoffer               | Porsche 3.2L Flat-6                | 65   |
| NU   | S +2.0 | 11 | Grand Touring Cars Inc. Mirage Renault      | Sam Posey Michel Leclère                                      | Mirage GR8                         | 58   |
| NU   | S +2.0 | 11 | Grand Touring Cars Inc. Mirage Renault      | Sam Posey Michel Leclère                                      | Renault 2.0L Turbo V6              | 58   |
| NU   | Gr. 5  | 41 | Martini Racing Porsche System               | Rolf Stommelen Manfred Schurti                                | Porsche 935/77                     | 52   |
| NU   | Gr. 5  | 41 | Martini Racing Porsche System               | Rolf Stommelen Manfred Schurti                                | Porsche Type-935 2.9L Turbo Flat-6 | 52   |
| NU   | GT     | 62 | Georges Bourdillat                          | Georges Bourdillat Bruno Sotty Alain-Michel Bernhard          | Porsche 911 Carrera                | 51   |
| NU   | GT     | 62 | Georges Bourdillat                          | Georges Bourdillat Bruno Sotty Alain-Michel Bernhard          | Porsche 3.0L Flat-6                | 51   |
| NU   | IMSA   | 72 | Luigi Racing                                | Tom Walkinshaw Eddy Joosen Claude de Wael                     | BMW 3.0 CSL                        | 45   |
| NU   | IMSA   | 72 | Luigi Racing                                | Tom Walkinshaw Eddy Joosen Claude de Wael                     | BMW M30 3.2L I6                    | 45   |
| NU   | S +2.0 | 3  | Martini Racing Porsche System               | Jacky Ickx Henri Pescarolo                                    | Porsche 936/77                     | 45   |
| NU   | S +2.0 | 3  | Martini Racing Porsche System               | Jacky Ickx Henri Pescarolo                                    | Porsche Type-935 2.1L Turbo Flat-6 | 45   |
| NU   | GTP    | 89 | Team Esso Aseptogyl                         | Christine Dacremont Marianne Hoepfner                         | Lancia Stratos                     | 37   |
| NU   | GTP    | 89 | Team Esso Aseptogyl                         | Christine Dacremont Marianne Hoepfner                         | Ferrari Dino 2.4L Turbo V6         | 37   |
| NU   | IMSA   | 76 | Jean-Claude Giroix / Garage du Bac          | „Dépnic” Jacques Coulon                                       | BMW 3.0 CSL                        | 28   |
| NU   | IMSA   | 76 | Jean-Claude Giroix / Garage du Bac          | „Dépnic” Jacques Coulon                                       | BMW M30 3.2L I6                    | 28   |
| NU   | S 2.0  | 28 | Jean-Marie Lemerle                          | Jean-Marie Lemerle Alain Levié Pierre-François Rousselot      | Lola T294                          | 27   |
| NU   | S 2.0  | 28 | Jean-Marie Lemerle                          | Jean-Marie Lemerle Alain Levié Pierre-François Rousselot      | ROC-Chrysler 2.0L I4               | 27   |
| NU   | S 2.0  | 22 | Chandler Ibec International / Team Lloyd’s  | Tony Charnell Ian Bracey John Hine                            | Chevron B31                        | 21   |
| NU   | S 2.0  | 22 | Chandler Ibec International / Team Lloyd’s  | Tony Charnell Ian Bracey John Hine                            | Ford Cosworth FVD 2.0L I4          | 21   |
| NU   | S 2.0  | 30 | GVEA                                        | Georges Morand Christian Blanc Fréderic Alliot                | Lola T296                          | 19   |
| NU   | S 2.0  | 30 | GVEA                                        | Georges Morand Christian Blanc Fréderic Alliot                | Ford Cosworth BDG 2.0L I4          | 19   |
| NU   | Gr. 5  | 42 | Porsche Kremer Racing                       | John Fitzpatrick Guy Edwards Nick Faure                       | Porsche 935 K2                     | 15   |
| NU   | Gr. 5  | 42 | Porsche Kremer Racing                       | John Fitzpatrick Guy Edwards Nick Faure                       | Porsche Type-935 2.8L Turbo Flat-6 | 15   |
| NU   | Gr. 5  | 38 | Gelo Racing Team                            | Tim Schenken Toine Hezemans Hans Heyer                        | Porsche 935                        | 15   |
| NU   | Gr. 5  | 38 | Gelo Racing Team                            | Tim Schenken Toine Hezemans Hans Heyer                        | Porsche Type-935 2.8L Turbo Flat-6 | 15   |
| NU   | S +2.0 | 16 | Jacky Haran / Hughes de Chaunac             | Didier Pironi René Arnoux Guy Fréquelin                       | Renault Alpine A442                | 0    |
| NU   | S +2.0 | 16 | Jacky Haran / Hughes de Chaunac             | Didier Pironi René Arnoux Guy Fréquelin                       | Renault 2.0L Turbo V6              | 0    |